# Aeródromo La Vertiente
El Aeródromo La Vertiente (OACI: SCAV) es un terminal aéreo ubicado cerca de Chillán, en la Provincia de Diguillín, Región de Ñuble, Chile. Es de propiedad pública.